# Norfolk Southern
Pour les articles homonymes, voir Norfolk.
Ne doit pas être confondu avec Norfolk Southern Railway (1942-1982).
Norfolk Southern Railway (NS) est l'une des compagnies de chemin de fer de classe 1 en Amérique du Nord.

## Historique
Créée en 1982, elle résulte de la fusion du Norfolk and Western Railway et du Southern Railway sous le nom d'une holding baptisée Norfolk Southern Corporation. L'objectif de cette fusion était de former un groupe concurrent de CSX Transportation, fondé en 1980 par la fusion de Chessie System et Seaboard Coast Line Railroad.
En 1986, Norfolk Southern fut la première entreprise ferroviaire à mettre en œuvre le système RoadRailer. Il s'agit de véhicules bi-modaux, capables de circuler sur rail ou sur route grâce à un double jeu d'essieux.
Le Southern Railway prit le nom de Norfolk Southern railway Co en 1990, puis racheta, en 1997, le Norfolk and Western Railway.
En 1999, NS et CSX se partagent le réseau de leur concurrent Conrail. NS acquiert 58 % des actions de Conrail, CSX prenant le contrôle des 42 % restants. Norfolk Southern créa alors les Pennsylvania Railway Lines sur les voies de l'ancienne Pennsylvania Railroad qui avaient été reprises par Conrail. Le rachat de Conrail par NS et CSX mis fin à l'ère des « Super Seven » (sept grandes compagnies ferroviaires américaines) et marqua le début de l'ère des « Big Four » (les quatre grandes, CSX et NS dans l'Est des États-Unis, UP et BNSF à l'Ouest).
En novembre 2015, Canadien Pacifique annonce faire une offre d'acquisition non sollicitée sur Norfolk Southern pour un montant de 28,4 milliard de dollars, offre qui est rejetée par ce dernier.
En juillet 2025, Union Pacific annonce l'acquisition de Norfolk Southern pour 85 milliards de dollars, opération qui créerait la première entreprise ferroviaire présente tant dans l'Est du pays que dans l'Ouest.

## Direction

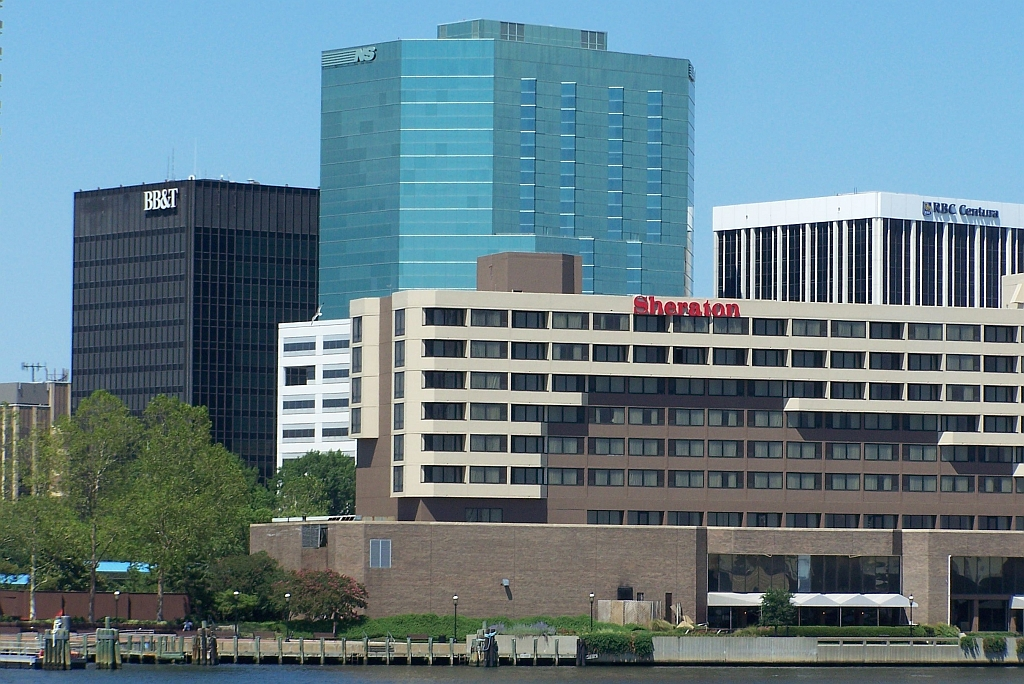
Siège social de la Norfolk Southern à Norfolk, Virginie

La Norfolk Southern est actuellement dirigée par Charles Moorman, CEO de la compagnie. Elle fut précédemment dirigée par les personnes suivantes :
- Robert B. Claytor, CEO de 1982 à 1987 ;
- Arnold B. McKinnon, CEO et président de 1987 à 1992 ;
- David R. Goode, CEO de 1992 à 2005 et président de 1991 à 2004 ;
- Charles Moorman, CEO depuis 2004.

## Activités principales
La Norfolk Southern est un important transporteur de charbon dans la moitié Est des États-Unis. Ce charbon, destiné à un usage domestique ou à l'exportation, provient de Pennsylvanie (comtés de Cambria et d'Indiana, vallée de la Monongahela), de Virginie-Occidentale, de Virginie (régions des Appalaches), du Kentucky et du Tennessee. En Pennsylvanie, la NS reçoit également du charbon de la compagnie ferroviaire R.J. Corman Railroad/Pennsylvania Lines à Cresson. La NS transporte aussi du charbon bitumineux extrait en Virginie-Occidentale et destiné à l'export.
La Norfolk Southern transporte également des véhicules et des pièces automobiles, ainsi que des conteneurs intermodaux en coopération avec d'autres compagnies ferroviaires américaines.
Fin 2003, le transport de houille, de coke et de minerai de fer représentait 23 % du trafic marchandises de la NS. Les conteneurs représentaient 19 % du trafic total ; le transport de véhicules 14 % ; de produits chimiques 12 % ; de métaux, de matériaux de construction, de marchandises agricoles et de produits de consommation 11 % ; de papier, d'argile et de produits forestiers 10 %.

## Réseau ferré et infrastructures
La Norfolk Southern possède et exploite un réseau ferré d'environ 34 000 km, situé exclusivement dans la partie Est des États-Unis. Elle est présente dans les 22 États suivants : Alabama, Delaware, Floride, Géorgie, Illinois, Indiana, Kentucky, Louisiane, Maryland, Michigan, Mississippi, Missouri, New Jersey, New York, Caroline du Nord, Ohio, Pennsylvanie, Caroline du Sud, Tennessee, Virginie, et  Virginie-Occidentale. La Norfolk Southern possède également des voies ferrées à Washington D.C. et dans la province canadienne d'Ontario. La NS gère 3 principaux hubs situés à Harrisburg (Pennsylvanie), à Chicago et à Atlanta.
De plus, la NS a le droit de faire circuler ses trains avec son propre personnel sur les voies de ses concurrentes. Ces "droits d'exploitation" permettent à la NS de faire circuler des trains jusqu'à Dallas (Texas) à l'ouest, Waterville (Maine) au nord et Miami (Floride) au sud. Les locomotives de la NS peuvent aussi occasionnellement circuler à travers la totalité des États-Unis et du Canada grâce au partage et à la localisation de locomotives que les compagnies de classe I pratiquent entre elles.
Norfolk Southern exploite directement près de 34 600 km de voies (21 500 miles). En ajoutant les voies additionnelles (voies de garage, tri, voies secondaires...) la NS contrôle près de 61 155 km de voies (38 000 miles).
La compagnie possède plusieurs centres de triage situés dans les villes suivantes :
| - Allentown (Pennsylvanie) - Atlanta (Géorgie) - Baltimore (Maryland) - Bellevue (Ohio) - Birmingham (Alabama) - Bluefield (Virginie-Occidentale) - Chattanooga (Tennessee) | - Chicago (Illinois) - Cincinnati (Ohio) - Cleveland (Ohio) - Conway (Pennsylvanie) - Decatur (Illinois) - Detroit (Michigan) - Elkhart (Indiana) | - Enola (Pennsylvanie) - Harrisburg (Pennsylvanie) - Kansas City (Missouri) - Knoxville (Tennessee) - Linwood (Caroline-du-Nord) - Louisville (Kentucky) - Macon (Géorgie) | - Norfolk (Virginie) - Raleigh (Caroline-du-Nord) - Reading (Pennsylvanie) - Roanoke (Virginie) - Sheffield (Alabama) - St. Louis (Missouri) - Williamson (Virginie-Occidentale) |

La compagnie possède également 46 terminaux intermodaux ainsi que 6 centres d'entretien pour ses locomotives situés à Allentown (Pennsylvanie), Bellevue (Ohio), Chattanooga (Tennessee), Conway (Pennsylvanie), Enola (Pennsylvanie) et Roanoke (Virginie). Norfolk Southern partage également le centre de tri de Conrail Oak Island (Newark, New Jersey) avec la CSX.

### Divisions de Norfolk Southern
Le réseau de Norfolk Southern est organisé en 11 divisions :
| - Lake - Deaborn - Illinois - Alabama | - Georgia - Piedmont - Pittsburgh - Harrisburg | - Central - Virginia - Pocahontas |

### Ligne de Pittsburgh
La ligne de Pittsburgh est la principale ligne Est-Ouest de la Norfolk Southern, reliant le Nord-Est des États-Unis au Midwest. Allant de Harrisburg (Pennsylvanie) jusqu'à Conway (également en Pennsylvanie), cette ligne fut le cœur du réseau de l'ancienne compagnie PRR. En moyenne, de 60 à 80 trains, de tout type, empruntent cette ligne chaque jour. C'est notamment sur cette ligne que se situe la célèbre Horseshoe Curve (près d'Altoona).
Entre Alto Tower à Altoona jusqu'à Conpot Junction (West Wheatfield Township, Pennsylvanie), les trains doivent gravir et descendre les pentes de l'Allegheny Ridge qui sont les plus escarpées des Allegheny Mountains. Cette partie de la ligne est un "helper locomotive district", c'est-à-dire un district de montagne qui nécessite l'ajout de locomotives "helpers" aux convois afin d'avoir une puissance suffisante lors de la montée et de pouvoir contrôler le freinage lors de la descente. Le plus souvent ces locomotives "helpers" sont des EMD SD40-2, ajoutées à l'avant et/ou à l'arrière des convois. La Norfolk Southern a cependant commencé à exploiter de plus en plus fréquemment de nouvelles SD40E (EMD SD50 reconstruites au centre d'entretien NS d'Altoona). Sur les convois de charbon les plus lourds il est fréquent de voir deux groupes de deux locomotives "helpers" attachés ensemble pour créer ce que les passionnés de chemin de fer appellent des four-bangers. Sur cette ligne il n'est pas rare que les convois dépassent les 18 000 tonnes.

### Ligne de Chicago à Fort Wayne
Il s'agit de la ligne qui permet aux trains de la NS de relier Chicago (Illinois) à Fort Wayne dans l'Indiana) le plus directement. Cette ligne possède 16 voies d'évitement permettant à certains trains de s'arrêter pour laisser passer d'autres convois. En plus de ces voies d'évitements il y a plusieurs sections à double voie à chaque extrémités de la ligne. La plus longue voie d'évitement de cette ligne est située a Sidney (Indiana). Avec une longueur totale de plus de 2,88 km (9 600 pieds) elle permet aux trains les plus longs de passer. Neuf autres lignes croisent la ligne Chicago-Fort Wayne.

### Pan Am Southern / Patriot Corridor
Le 15 mai 2008, la Norfolk Southern a annoncé qu'elle avait trouvé un accord avec la compagnie Pan Am Railways afin de créer une ligne de chemin de fer améliorée entre Albany (New York) et le grand Boston (Massachusetts), ligne baptisée Patriot Corridor. Le Surface Transportation Board a approuvé cet accord le 12 mars 2009. Chacune des deux compagnies possède 50 % de la nouvelle compagnie connue sous le nom de Pan Am Southern (PAS). Les voies de la Pan Am Railways entre Ayer (Massachusetts) et Mechanicville (New York) ont été transférées à la PAS, et seront opérées et entretenues par le terminal PAR de Springfield. NS transférera à la PAS de l'argent liquide et des propriétés pour une valeur de 140 millions de dollars US. Le plan d'amélioration de la ligne inclut la modernisation des voies, des signaux et des terminaux.

### Kankakee Belt Route
La Norfolk Southern exploite la ligne de Kankakee Belt, autrefois utilisée par Conrail. La ligne est empruntée par 8 à 10 trains par jour, de Streator dans l'Illinois aux terminaux de la NS dans l'Indiana. Cette ligne sert notamment à contourner Chicago.

## Données environnementales

### Qualité de l'air et économies d'énergie
Au début du printemps 2008, Jimmy Johnston, directeur du programme de l'État de Géorgie pour la qualité de l'air, a demandé à Norfolk Southern de moderniser ses équipements afin de réduire l'impact de la compagnie sur l'environnement. NS modernise actuellement 3 800 de ses locomotives, les équipant d'une nouvelle technologie qui les rend 73 % plus économes. Cette nouvelle technologie réduit la consommation de carburant ainsi que les temps morts de ces locomotives. Norfolk Southern a également développé une locomotive expérimentale, la NS 999, en collaboration avec le département de l'Énergie des États-Unis, la Federal Railroad Administration et l'université d'État de Pennsylvanie.

### Pollution chimique
Le 6 janvier 2005 un train de la NS a déraillé, déversant une grande quantité de fioul et de chlore dans les eaux proches de Graniteville en Caroline-du-Sud. Un nuage de chlore s'est également formé, entrainant l'évacuation de la ville. Cette pollution chimique a provoqué la contamination et la mort d'animaux sauvages, de la végétation et des champs environnants. Neuf personnes ont également perdu la vie des suites de cet accident, et des milliers d'autres personnes ont été blessées. La compagnie a été poursuivie en justice notamment pour violation du Clean Water Act. La NS a dépensé un total de 26 millions de dollars pour la dépollution du site.

## Locomotives
Les locomotives de la Norfolk Southern sont actuellement peintes en noir et blanc. Un cheval cabré est représenté sur l'avant des locomotives. Ces dernières sont surnommées les "catfish" (poisson-chat) par les passionnés de locomotives, les bandes blanches représentées à l'avant ressemblant aux moustaches des poissons-chats.
Historiquement la Norfolk Southern n'a acheté que des locomotives diesel DC, cependant elle a hérité de quelques locomotives diesel AC de Conrail (des EMD SD80MACs). Ce n'est qu'en septembre 2008 que la NS a commandé ses premières locomotives diesel AC (24 GE ES44AC, numéro 8000-8023).
En 2005, la NS a ajouté deux nouveaux types de locomotives à son matériel roulant, des EMD SD70M-2 et des GE ES40DC.

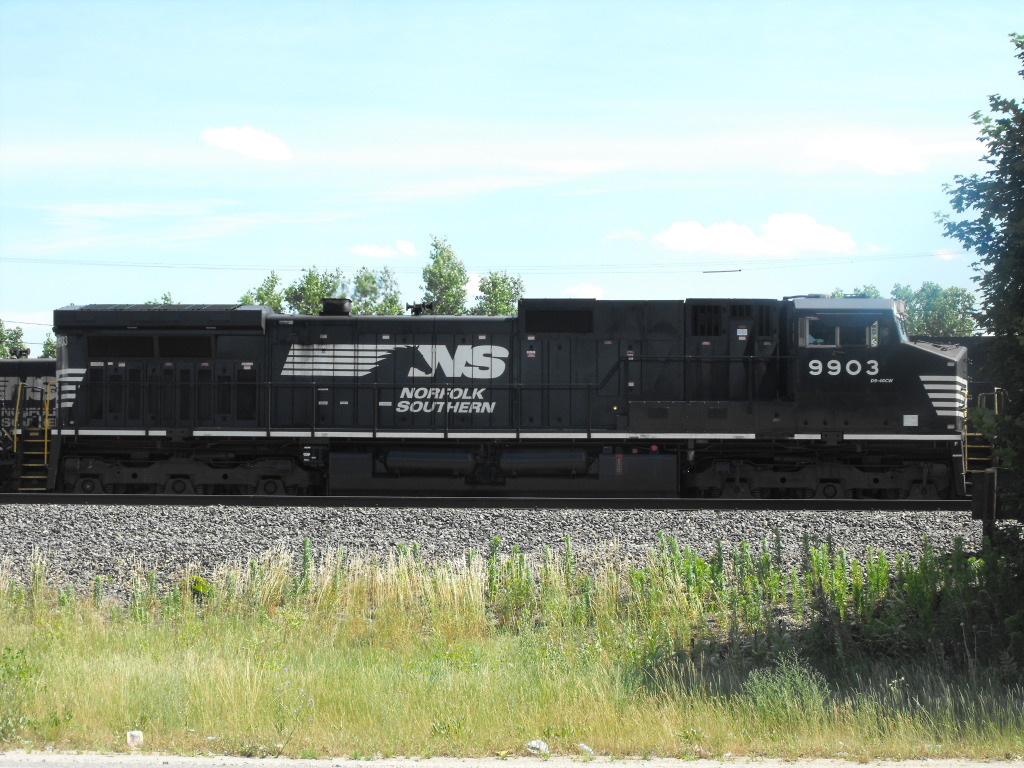
NS #9903 Dash 9-40CW avec deux autres locomotives remorquant un train de marchandises à Elkhart (Indiana).
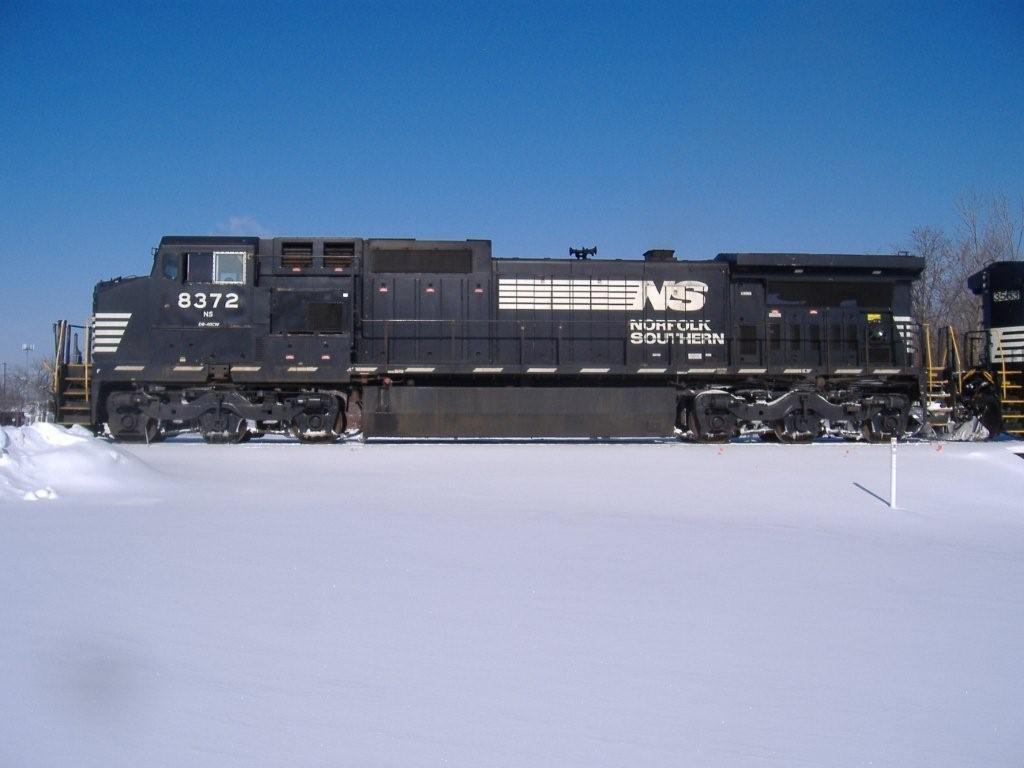
Le train n° 39J avec la NS 8372 (D8-40CW) avec cinq autres locomotives au départ de Kalamazoo (Michigan).
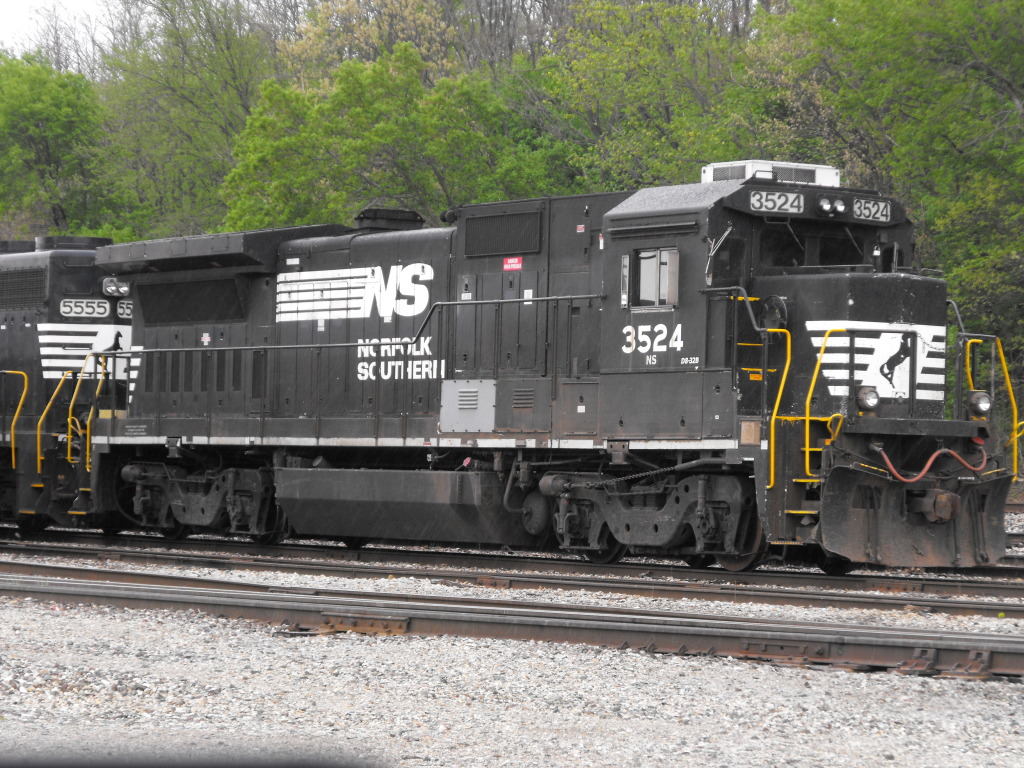
NS 3524 D8-32B dans le faisceau de Hinman.
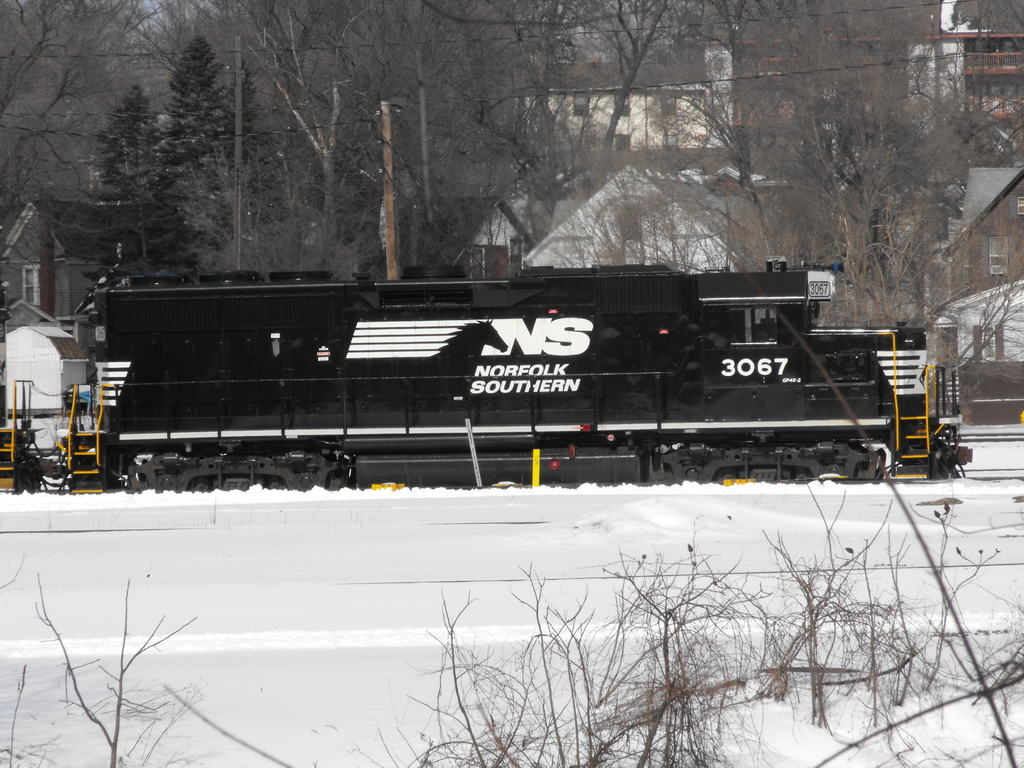
NS #3067 GP40-2 avec sa nouvelle peinture dans la neige à la cour Botford.
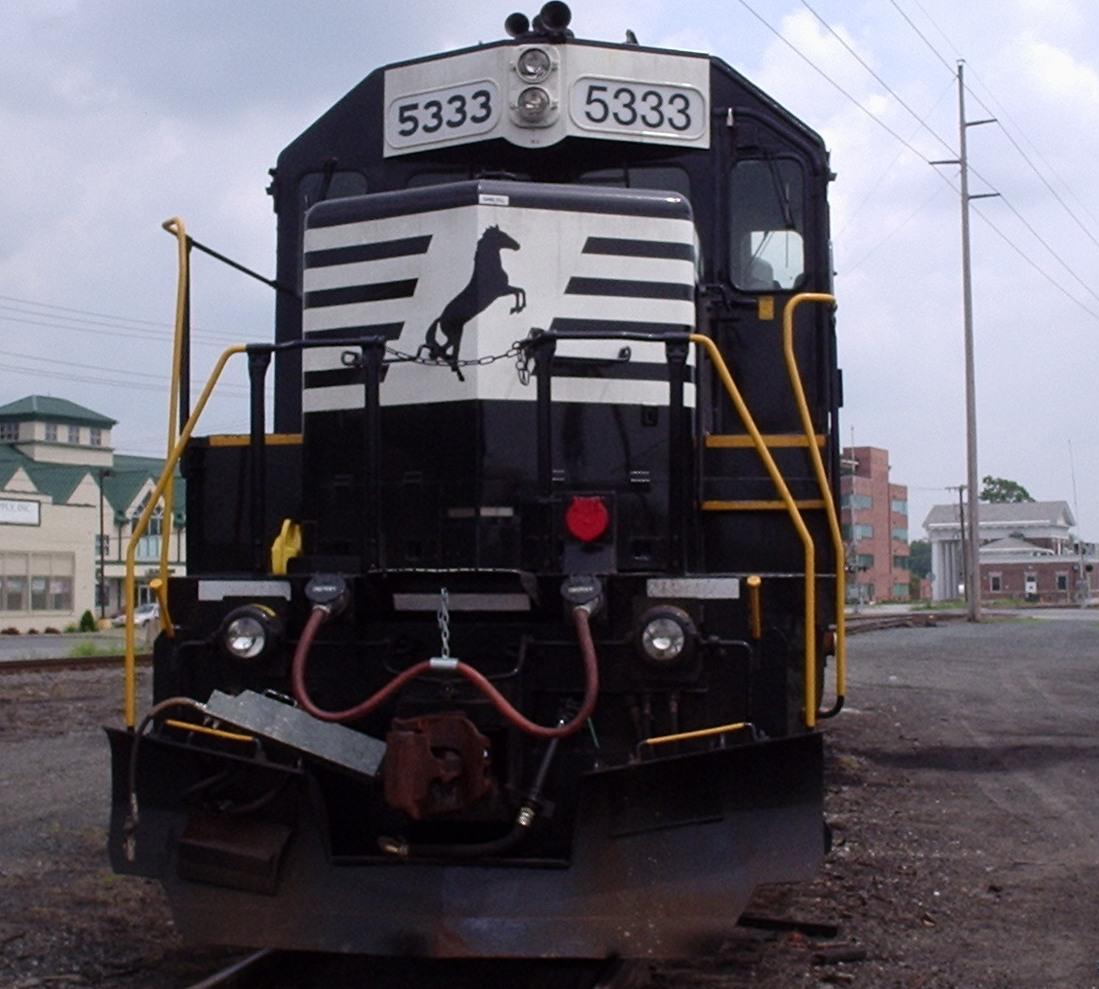
Le GP38-2 à Dover (Delaware), avec le dépôt en arrière-plan.
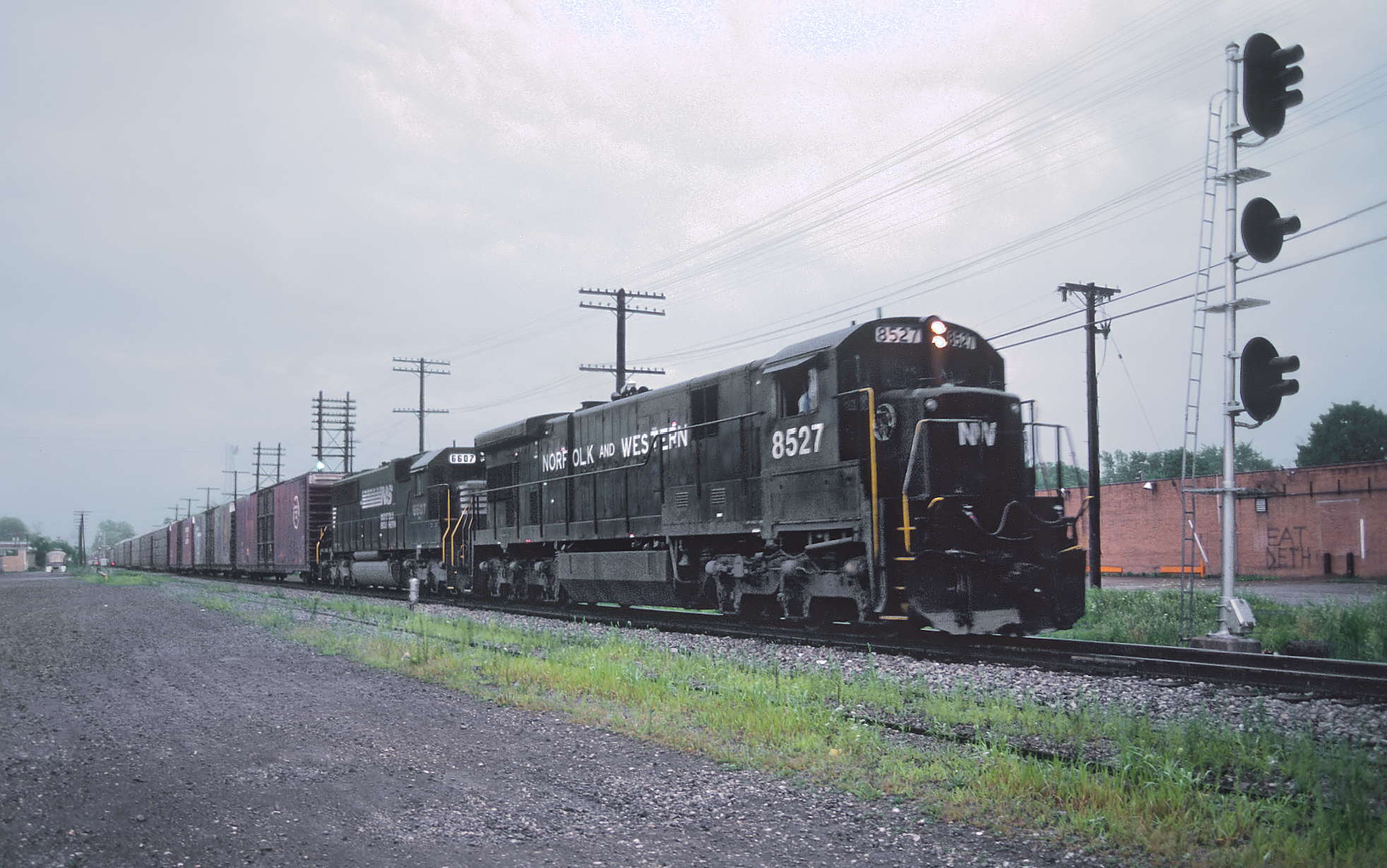
1988. Une GE C36-7 encore en livrée Norfolk & Western, remorque un train d'automobiles avec une EMD SD60 NS.
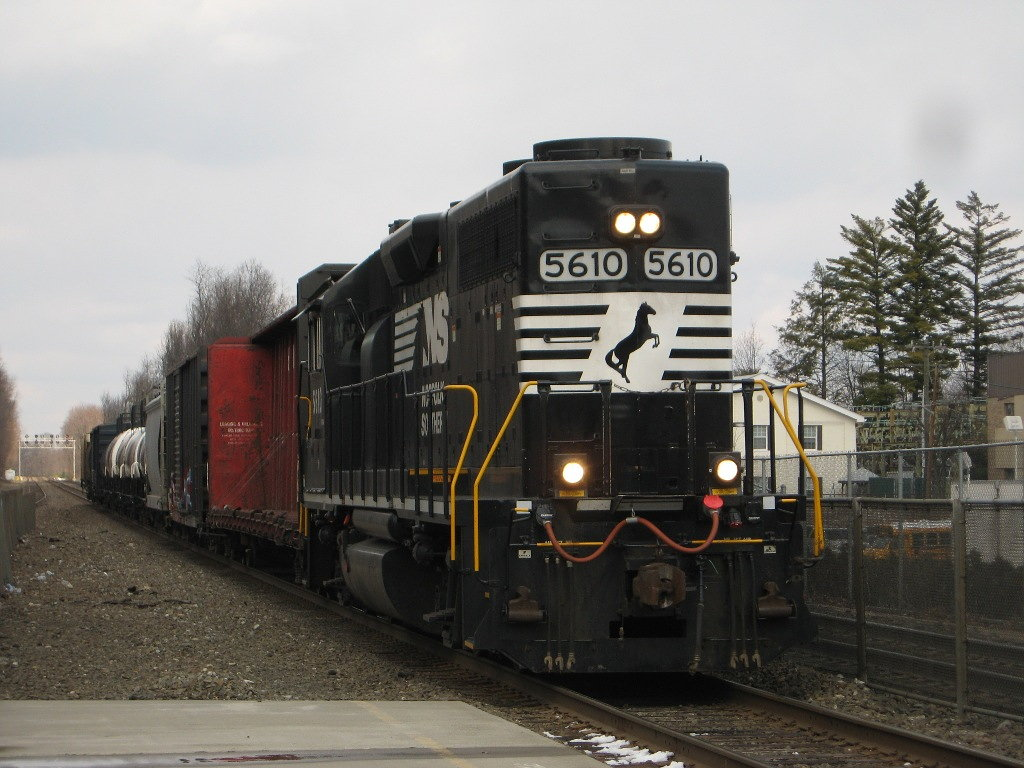
Une locomotive GP38-2 de la NS le 1er mars 2008
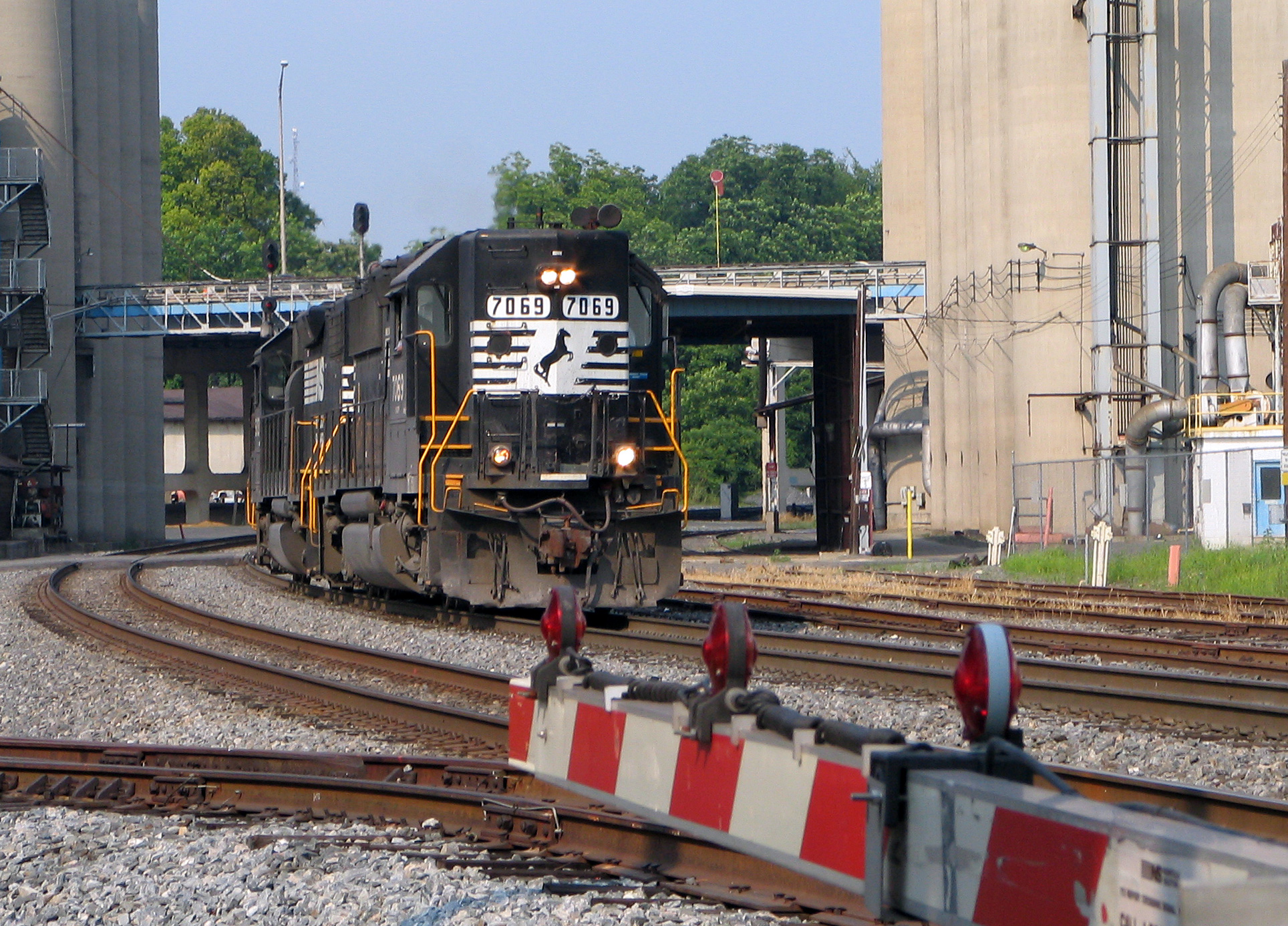
Une GP50 de la NS à Charlotte (Caroline-du-Nord) le 22 juin 2005
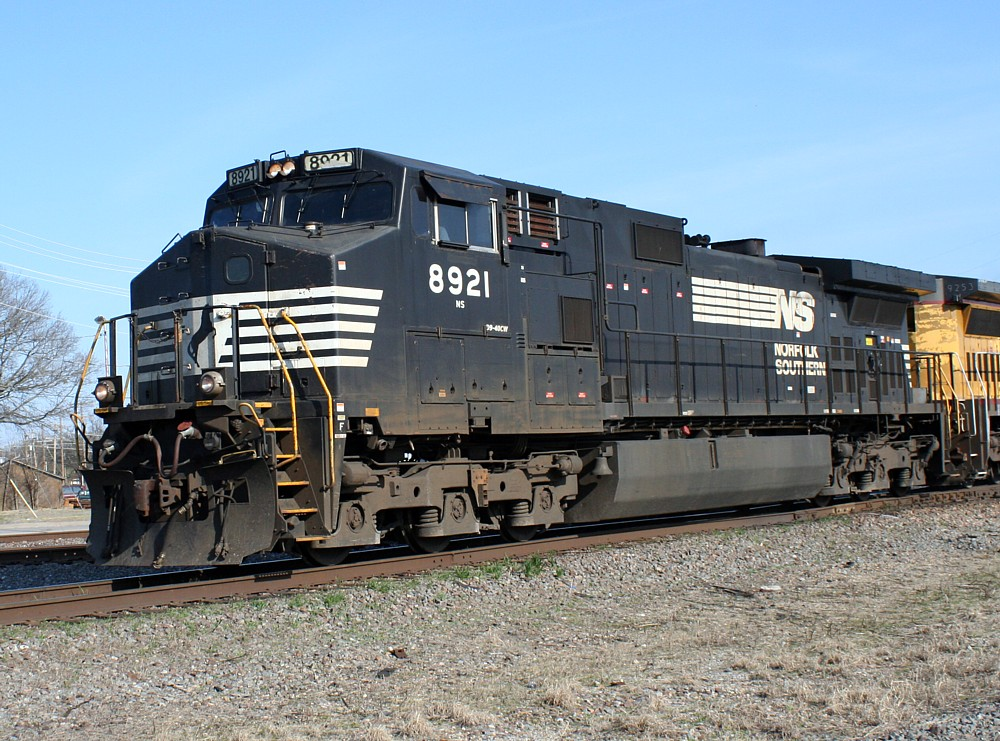
Une GE Dash 9-40CW le 12 octobre 2008